# Trachygonidae
Trachygonidae é uma família de milípedes pertencente à ordem Chordeumatida.
Géneros:
- Acrochordum Attems, 1899
- Gottscheeosoma Verhoeff, 1927
- Halleinosoma Verhoeff, 1913
- Heteracrochordum Loksa, 1960
- Trachygona Cook, 1895
- Traquisoma